# Люневиль
Люневи́ль (фр. Lunéville) — город во французском департаменте Мёрт и Мозель, при слиянии рек Мёрт и Везуза. Является центром кантонов Люневиль-Нор и Люневиль-Сюд.

## История
В XII веке резиденция графов люневильских, с XV века в составе герцогства Лотарингского. В Люневиле провёл большую часть жизни художник Жорж де Латур.
Людовик XV преподнёс Люневиль своему тестю Станиславу Лещинскому, который разместил здесь свою резиденцию, выстроил элегантный дворец по образцу версальского и церковь в стиле рококо. В 1801 году в Люневильском дворце был подписан мир между Францией и Австрией.
Люневильская фаянсовая мануфактура, открытая ещё в 1730 году, к 1749 году приобрела статус королевской, именно благодаря польскому королю, герцогу Лотарингии и тестю Людовика XV Станиславу Лещинскому. Процесс присвоения нового статуса проходил в присутствии Вольтера и Маркизы дю Шатле. Местный фаянс славился в Европе и до этого, но с тех пор приобрел еще большую популярность.

## Демография
Население коммуны на 2010 год составляло 19 740 человек.

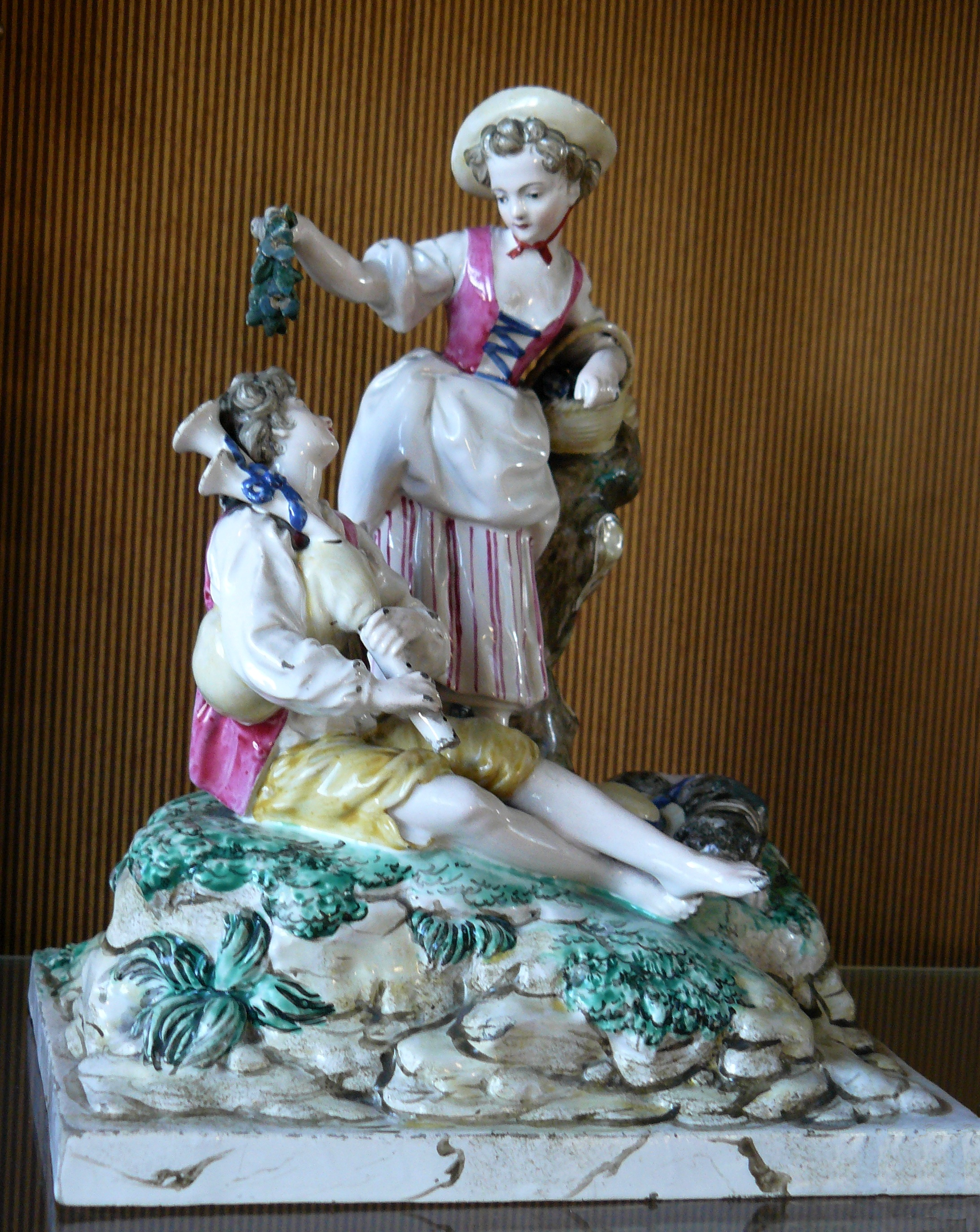
Фаянсовая статуэтка «Женщина украшает венцом музыканта», Люневиль, около 1770—1780 г. — Национальная галерея керамики, Севр, Франция — Inv n° MNC 3756

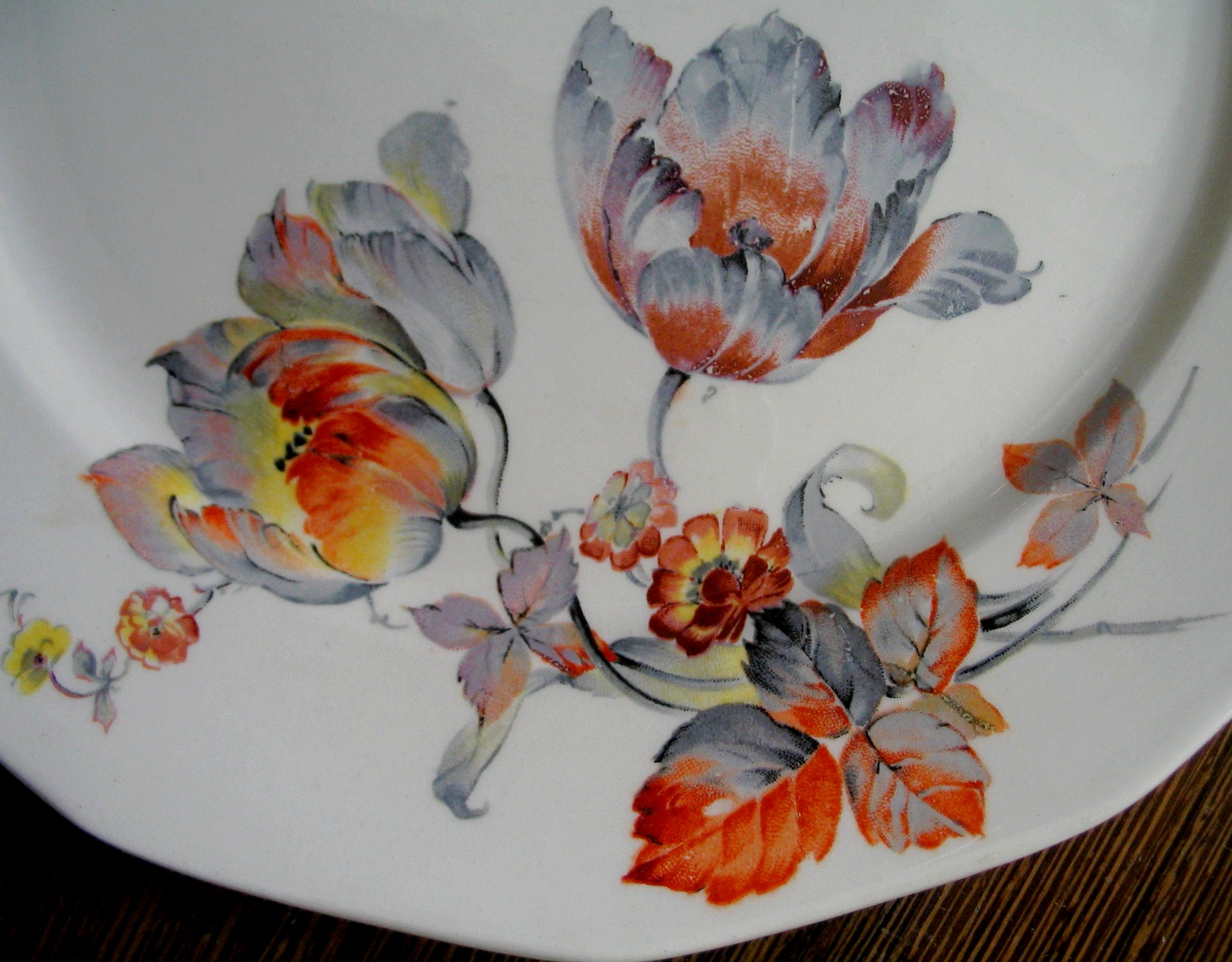
Фаянсовая тарелка, Люневиль

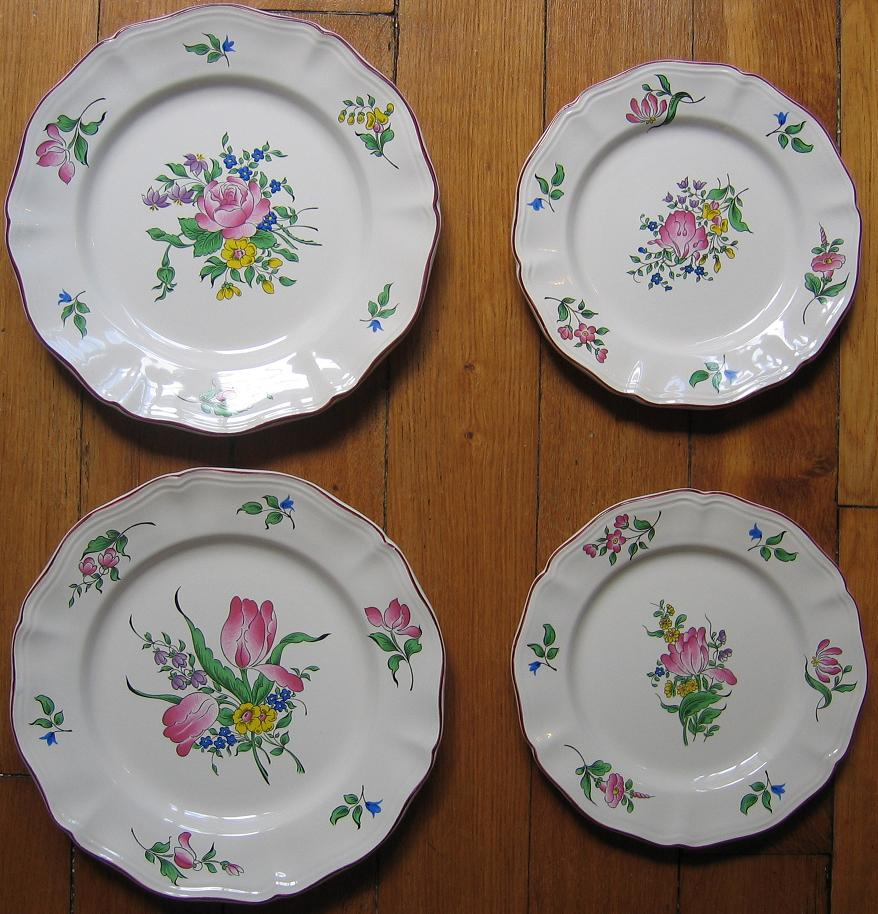
Образцы Люневильского фаянса

| 1962   | 1968   | 1975   | 1982   | 1990   | 1999   | 2010   |
| ------ | ------ | ------ | ------ | ------ | ------ | ------ |
| 21 618 | 23 177 | 22 709 | 21 468 | 20 711 | 20 188 | 19 740 |

## Известные уроженцы
- Дан, Николя-Франсуа (1764—1832) — французский художник.